# Русские Кищаки
 Русские Кищаки  — село в Буинском районе Татарстана. Входит в состав Киятского сельского поселения.

## География
Находится в юго-западной части Татарстана на расстоянии приблизительно 16 км на юго-восток по прямой от районного центра города Буинск, в 1,5 км от реки Свияга.

## История
Известно с 1646—1652 годов как деревня Кишага. В начале XX века здесь действовала церковь, работала земская школа.

## Население
Постоянных жителей насчитывалось: в 1859—433, в 1897—611, в 1913—590, в 1920—731, в 1926—784, в 1938—795, в 1949—272, в 1958—235, в 1970—300, в 1979—259, в 1989—190. Постоянное население составляло 243 человека (русские 49 %, чуваши 37 %) в 2002 году, 170 в 2010.